# 富士X-T4
富士X-T4是一款無反光鏡可換鏡頭數位相機，於2020年2月25日發布。它配備背照式X-Trans CMOS 4 APS-C感光元件和X-Processor 4四核心處理器，使用富士X卡口。X-T4是一款具備防滴防塵的相機，配有比2018年發佈的前代機型X-T3更大容量的電池，提供更長的續航時間，但稍大且稍重一些。
X-T4支援以每秒最高60fps錄製4K影片，最大位元率為400Mbps。這款相機採用模仿單眼相機的設計風格，有黑色和銀色兩種顏色可供選擇。

## 改進比較
與前代相比，X-T4的自動對焦性能更佳。富士軟片表示，其主體追蹤系統現在能同時考量顏色、形狀和距離資訊，因此速度更快。它還能以1080p錄製每秒240fps的影片。X-T4採用全新的快門機構，這是讓其能夠實現每秒15張連拍的改進之一。新快門機構具有更佳的減震效果，壽命評估達30萬次，為X-T2快門壽命的兩倍。

## 主要特色
X-T4是一款由富士軟片製造的無反光鏡輕便相機。其尺寸為134.6mm × 92.8mm × 63.8mm，重量為 607g（包括記憶卡和電池）。
機械轉盤用於關鍵操作，包括快門速度、ISO感光度、曝光補償、驅動模式、影/照片模式和測光模式。相機沒有內建閃光燈，也不包含閃光裝置。
- 2610萬像素X-Trans CMOS 4感光元件（英语：Fujifilm X-Trans sensor）
- 機身防抖，最高可達6.5檔
- 全新的快門機構，壽命達到30萬次[4]
- 防塵防滴結構
- 轉盤中新增影片模式和HDR模式
- 對焦棒
- 新增Eterna Bleach Bypass軟片模擬模式
- NP-W235電池，比X-T3（英语：Fujifilm X-T3）的電池容量更大，單次充電約可拍攝500張照片
- X-Processor 4四核心處理器
- 23.5mm × 15.6mm CMOS感光元件（APS-C）
- 全可翻觸控螢幕
- 可選軟片模擬模式
- 支援4K 60fps 10位元錄影
- 混合自動對焦系統
- 全畫面相位檢測自動對焦
- 每秒最高30張的無黑屏高速連拍
- 支援4K Burst和4K多重對焦功能
- 耳機與麥克風插孔
- USB-C接口，可用於電池充電
- 支援Wi-Fi和藍牙連接，用於智能手機連線和標記
- 雙SD卡槽，並有可拆卸的卡槽蓋[4]
- 新型電池手把，可容納兩顆額外電池
- 鎂合金機身，有銀色和黑色兩種顏色選擇[5]

## 外部連結
- 官方网站